# Zwei Mausoleen des Südlichen Tang-Reiches
Die Zwei Mausoleen des Südlichen Tang-Reiches (chinesisch 南唐二陵, Pinyin Nán Táng èr líng oder 南唐二主陵,  Nán Táng èr zhǔ líng) in Jiangning, Nanjing, Provinz Jiangsu, sind zwei Grabstätten aus der Zeit des Südlichen Tang-Reiches (937–975), eines der Zehn Reiche aus der Zeit der Fünf Dynastien und Zehn Königreiche. 
Es handelt sich um das Yongling-Mausoleum 永陵 (König Li Bian 李昪) und das Shunling-Mausoleum 顺陵 (König Li Jing 李璟). Sie wurden 1950 bis 1951 ausgegraben.
Ihre Stein- und Ziegelkammern waren mit Skulpturen und farbigen Gemälden dekoriert. Ausgegraben wurden Tonfiguren sowie Ton- und Porzellanartikel, Stücke eines Bronzespiegels sowie Jade- und Knochenartefakte.
Sie stehen seit 1988 unter dem Namen Nan Tang er ling  gemeinsam auf der Liste der Denkmäler der Volksrepublik China (3-245).

## Nachschlagewerke
- Cihai („Meer der Wörter“), Shanghai cishu chubanshe, Shanghai 2002, ISBN 7-5326-0839-5
- Zhongguo da baike quanshu: Kaoguxue (Archäologie). Beijing: Zhongguo da baike quanshu chubanshe, 1986